# Kitbull
 Kitbull es un cortometraje animado estadounidense dirigido y escrito por Rosana Sullivan, producido por Kathryn Hendrickson y Pixar Animation Studios y distribuido por Walt Disney Studios Motion Pictures. Es la tercera película en el programa  "SparkShorts" de Pixar, y se centra en un gatito callejero ferozmente independiente y un pit bull maltratado, quiénes forman una amistad poco. convencional. El corto se estrenó en el Teatro El Capitan el 18 de enero de 2019, antes de ser lanzado en YouTube el 18 de febrero de 2019. 
Sullivan dijo que la creación del corto se había originado a raíz de  su disfrute al ver videos de gatos, y Hendrickson declaró que, al principio, la animación tradicional había demostrado ser un desafío. La recepción crítica del cortometraje ha sido generalmente positiva, con críticos que elogiaron su historia, tono emocional, temas, caracterización y animación.

## Argumento
Un gatito vive en un depósito de chatarra detrás de un edificio en San Francisco en el Distrito de la Misión. Un transeúnte le ofrece comida al gatito (pero se escapa) y duerme en una caja de cartón en el depósito de chatarra. Un día, un pit bull es trasladado a una caseta para perros junto al depósito de chatarra. Inicialmente, el gatito le tiene mucho miedo al perro, pero lentamente comienza a conectar con él jugando con un tapa de botella. Una noche, después de que el pit bull es llevado al interior, termina siendo gravemente herido en una pelea y es arrojado al exterior.
El pit bull luego va a ayudar al gatito, que quedó atrapado en unos anillos de plástico después de haber sido asustado por una tormenta, pero el gatito asustado ataca al perro al ver sus colmillos. El pit bull devastado va a su casa de perro, donde más tarde se le une el gatito arrepentido. Al día siguiente, los dos escapan del depósito de chatarra. Un tiempo después, el gatito y el pit bull están jugando cuando el transeúnte encuentra al gatito, quien los adopta a los dos.

## Producción
Kitbull es un cortometraje que dura aproximadamente nueve minutos. Es el tercer corto del programa "SparkShorts" de Pixar, que consiste en que Pixar les otorga, a una serie de empleados, seis meses y presupuestos limitados para producir cortometrajes animados. El corto fue dirigido y escrito por Rosana Sullivan, y producido por Kathryn Hendrickson. Domee Shi, directora del cortometraje ganador del Premio de la Academia Bao, Peter Sohn, director de la película The Good Dinosaur, y Kristen Lester, directora del cortometraje Purl, formaron parte del equipo de Kitbull junto a Sullivan El corto fue editado por Katie Schaefer Bishop.
Sullivan dijo que un video de un gato había iniciado la idea detrás del corto, mencionando que le gustaba mirar videos de gatos cuando se sentía estresada. Ella dijo que "solo quería dibujar a un gatito haciendo algo tonto y muy, muy parecido a un gato". Inicialmente, había deseado representar algo que le atraía y era agradable, pero "se convirtió en algo más personal" para ella al final.  Sullivan comentó que todos los cuadros están dibujados a mano y pintados a mano, y agregó que si bien los creadores habían usado computadoras al dibujar, "todo era directamente de las manos de los artistas en la pantalla". Ella dijo que siempre había disfrutado "el encanto de una imagen dibujada a mano", mencionando que cada artista tiene su propia forma de dibujar.
Sullivan declaró que los creadores del corto habían inventado su propio "pipeline". Ella dijo que Arjun Rihan, quien había sido el director de fotografía mientras trabajaba en el corto, había presentado todas las tomas. Sullivan mencionó que, cuando se trataba de los fondos, los creadores habían seleccionado "una mezcla entre impresionista, una especie de pintura vaga, rápida, pero también algo grungy y áspera". Comentó que el gatito elige estar solo y logra pasar desapercibido con la ayuda de elementos de fondo como sombras y señales de tráfico. Dijo que, dado que había sido muy tímida y tenía dificultades para entablar amistades durante su infancia, se identificó con el gatito, quien, en lugar de crear una conexión, prefería permanecer en su zona de confort donde él no era vulnerable; ella mencionó que la historia se centra en esta idea.
Sullivan afirmó que los personajes no son excesivamente detallados, lo que caracteriza al gatito como "muy caricaturesco" y "casi abstracto en algunos aspectos". Ella mencionó que solo dibujar al gatito había sido realmente satisfactorio y entretenido para ella, y que los animadores que se habían convertido en parte del equipo compartían su punto de vista. Sullivan dijo que la faceta más gratificante de este proceso era colaborar con otros para crear algo mejor de lo que ella podría haber logrado sola. Le gustaba trabajar con personas de confianza que podrían sorprenderla.
Hendrickson mencionó que Sullivan había comenzado a ver muchos videos de gatitos y "se convirtieron en una verdadera salida para ella". Afirmó que Kitbull es un corto animado en estilo 2D, que es diferente a la técnica habitual de Pixar. Hendrickson dijo que desde que el cortometraje fue dibujado a mano, había habido muchos desafíos al principio, de entre ellos "tratar de averiguar cómo contar la historia con los recursos dentro del estudio, y luego tomar este proyecto 2D y hacer que se adapte al proceso 3D normal en Pixar ". Desvelo que en la fase de diseño del proyecto, los creadores colocaron la cámara y decidieron "la puesta en escena y el encuadre de todas las tomas".
Hendrickson declaró que cuando Rihan terminó de preparar las tomas, "tomaban esas tomas y las mostraban a todos", después de lo cual "esas tomas se convirtieron en las plantillas para pintar encima". Mencionó que los animadores dibujaron los personajes en "una capa" y que "todos los fondos fueron pintados en otra capa"; agregó que su compositor había logrado "unir las dos capas". Hendrickson dijo que la acción de Kitbull se lleva a cabo en el Distrito de la Misión, San Francisco, afirmando que este es un lugar muy importante para Sullivan, ya que ella vivió allí por primera vez al mudarse a San Francisco. Hendrickson disfrutó al ver cómo todos los miembros del equipo influyeron en el corto.

## Música
Andrew Jimenez, quién dirigió el cortometraje de Pixar El hombre orquesta , compuso la música para Kitbull.

### Listado de pistas
Toda la música compuesta por Andrew Jimenez. 
| N.º | Título                            | Duración |  |
| 1.  | «Mission Opening»                 | 0:55     |  |
| 2.  | «Meet Pit»                        | 0:22     |  |
| 3.  | «Kitten Play (Alternate Version)» | 0:42     |  |
| 4.  | «Kitten Play»                     | 1:05     |  |
| 5.  | «The Doorway»                     | 0:18     |  |
| 6.  | «Save Me»                         | 0:46     |  |
| 7.  | «Sad Dog»                         | 0:21     |  |
| 8.  | «Trust»                           | 1:04     |  |
| 9.  | «Escape (Alternate Version 1)»    | 0:41     |  |
| 10. | «Escape (Alternate Version 2)»    | 0:35     |  |
| 11. | «Escape»                          | 0:44     |  |
| 12. | «Mission Overlook»                | 1:06     |  |
| 13. | «End Credits»                     | 1:04     |  |
| 14. | «Kitbull Music Box»               | 0:47     |  |
| 15. | «The Evil Dog Master»             | 0:53     |  |
| 16. | «Kind»                            | 1:25     |  |

Duración total:                            12:48

## Estreno
Kitbull se proyectó por primera vez junto con los cortos Purl y Smash and Grab el 18 de enero de 2019, durante un lanzamiento limitado en el Teatro El Capitán que duró una semana; después de esto, el corto se estrenó en el canal de YouTube de Pixar el 18 de febrero de 2019. El corto también se estrenará en Disney + .

## Recepción
Kitbull ha recibido una respuesta crítica en gran medida positiva, siendo considerado como "adorable", "hermoso", "en movimiento, "dulce", "asombroso", " emocionalmente tentador ", así como "una historia atemporal de amistades animales poco probables ". Zack Sharf de IndieWire dijo que el corto "te va a romper el corazón en la forma típica de Pixar". Chris Pastrick, del Pittsburgh Tribune-Review, escribió que Kitbull presenta una historia "conmovedora" y "una historia de lágrimas". Shannon Connellan, de Mashable, dijo que el corto haría que los espectadores se convirtieran en "un charco de lágrimas". Benjamin Bullard de Syfy Wire comentó que Kitbull "destruiría tu corazón amante de los animales antes de que el inevitable final feliz llegue al rescate";  describió el corto como una "gema sin palabras que despliega una viñeta cargada de detalles a través de un conmovedor paseo en una montaña rusa emocional ". Bridget Sharkey, del Arizona Daily Star, dijo que a pesar de tener "menos de nueve minutos de duración", Kitbull "presenta un golpe emocional muy poderoso en ese período de tiempo"; dijo que el corto contiene una "historia dulcemente satisfactoria" que "hace que hasta el espectador más duro y resistente eventualmente se rompa", agregando que transmite "un mensaje poderoso" y es "una película increíble ". Kate Schweitzer, de PopSugar, mencionó que Pixar "se superó a sí misma al lograr hacer llorar a gran escala en cuestión de minutos" a través de Kitbull, y calificó el corto como "sencillo y dulce".
El uso de la animación tradicional por parte de Kitbull ha sido elogiado por los críticos. Chris Pastrick dijo que el corto "es especial en que es la primera película completamente dibujada a mano del estudio conocido por su animación digital de vanguardia". James White, de Empire, describió a Kitbull como "una pieza dulce y bellamente animada" que utiliza "técnicas 2D dibujadas a mano combinadas con todo el poder de informática que Pixar puede reunir"; sintió que el corto "explora un estilo diferente a todo lo que la compañía ha producido ". Bridget Sharkey escribió que Kitbull está "exquisitamente creado a través del dibujo a mano" y consiste en "una animación simple y realista que también se puede ver compulsivamente". Jennifer Wolfe, de Animation World Network, comentó que el corto está "lleno de bondades dibujadas a mano", y Benjamin Bullard declaró que está "renderizado en un estilo de sombreado de cel 2D súper rico". Shannon Connellan dijo que Kitbull es un "corto animado en 2D" y no es "el reino usual de Pixar". Garrett Martin de Paste mencionó que ver el corto es "emocionante", especialmente porque fue creado por "un estudio que no es conocido por este estilo de animación".
El enfoque del corto en el tratamiento de los animales ha sido comentado. Kate Schweitzer sentía que Kitbull "hace una declaración potente sobre el tratamiento de animales" con la ayuda de "algunas escenas potentes"; dijo que "independientemente de si te consideras una persona de perro o gato", Kitbull reafirmará "reafirmará tu amor por todos los animales y te hará abrazar un poco más fuerte a tus mascotas esta noche". Benjamin Bullard escribió que Kitbull describe "tanto el lado terrible como el mágico de las formas en que las personas interactúan con los animales",  y Diana Letizia de Il Secolo XIX también sentía que el resumen presenta cómo los humanos afectan a los animales de manera positiva y negativa. Shannon Connellan comentó que si bien la animación rara vez "aborda el tema devastador del maltrato animal", Kitbull "lo hace con una visión desgarradora".
Se mencionó la posibilidad de que Kitbull inicie discusiones sobre la reputación de los pit bulls. Elizabeth Tyree de WSET dijo que Kitbull  "te hará llorar a los pocos minutos de su inicio", y agregó que el corto "podría provocar más conversaciones sobre la reputación de los pit bulls". Kate Schweitzer también sintió que el corto "podría incluso abrir conversaciones más significativas sobre la reputación de que los pit bulls son una raza agresiva y peligrosa", y Katelynn Sprague de KPEL-FM comentó que Kitbull  "arroja algo de luz sobre este tema en particular ".
La representación de los personajes en el corto ha sido elogiada. Michael Walsh, de Nerdist, declaró que Kitbull presenta "una historia con personajes carnales que experimentan un arco significativo, que nos hace sentir todo tipo de emociones"; caracterizó al gatito como "luchador" y "duro", y el perro como "feliz" y "dulce". Benjamin Bullard dijo que el corto proporciona  "una fantasía antropomorfizada de cómo las vidas secretas de los animales pueden seguir ritmos conmovedores que nunca podríamos vislumbrar". Garrett Martin sentía que Kitbull "es una mirada poderosa en una amistad poco probable entre un gatito callejero y un pit bull abusado que tiene la calidad real y el peso emocional de la mejor animación de Pixar y Disney";  Martin describió el corto como "hermoso, capturando no solo cómo se mueven los animales sino también cómo se piensan y se relacionan entre sí", y agregó que Kitbull es "tan bueno" como La Dama y el Vagabundo y Cien y Un Dálmatas cuando se trata de "examinar las vidas y personalidades de animales de manera realista ".